# PlatinumGames
PlatinumGames Inc. est un studio de développement de jeux vidéo japonais basé à Osaka. Le cœur du studio est principalement constitué d'anciens développeurs issus de l'ancien studio interne de Capcom, Clover Studio, qui ont choisi de créer leur propre entreprise.

## Historique

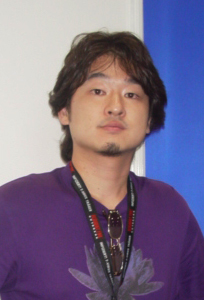
Atsushi Inaba, un des deux fondateurs de PlatinumGames, à la Games Convention 2004 à Leipzig en Allemagne alors qu'il travaillait encore pour Capcom.

En février 2006, Tatsuya Minami, ex-producteur chez Capcom, fonde Odd Ltd. en tant que président et CEO. En juin 2006, Atsushi Inaba, CEO de Clover Studio, décide de quitter Capcom pour monter sa propre société. Le 1er août il fonde donc, en tant que président, Seeds Inc. avec plusieurs développeurs de renom de chez Capcom comme Shinji Mikami, Hideki Kamiya ou Yusuke Hashimoto,. En octobre 2007, Seeds Inc. fusionne avec Odd Inc. et devient PlatinumGames. Minami prend la tête de l'entreprise en tant que PDG tandis qu'Inaba devient directeur exécutif de la section recherche et développement.
En mai 2008, PlatinumGames annonce un accord pour développer quatre jeux pour l'éditeur japonais Sega. Le premier à sortir est MadWorld, dirigé par Shigenori Nishikawa et produit par Inaba. Il s'agit d'un jeu d'action « ultra ultra violent » pour la Wii avec un style graphique en noir et blanc inspiré de Sin City. Le second est un jeu de rôle de science-fiction pour la Nintendo DS appelé Infinite Space. Le produit est développé en partenariat avec le studio tokyoïte Nude Maker sous la direction de Hifumi Kouno et la production d'Inaba.
Sort ensuite Bayonetta, un « jeu d'action stylé » mettant en scène « une sorcière combattant des anges » dirigé par Hideki Kamiya et produit par Yusuke Hashimoto. PlatinumGames développe la version Xbox 360 (bien que cette console soit très marginale au Japon) et Sega assure le portage du jeu sur PlayStation 3.
Le quatrième jeu, dirigé par Shinji Mikami, est un jeu de tir à la troisième personne intitulé Vanquish. Il sort en octobre 2010 en Europe.
Shinji Mikami estime, en mars 2010, que les jeux développés par PlatinumGames prennent davantage en compte le marché occidental car « les gens qui les réalisent jouent beaucoup aux titres occidentaux ». Une décision qui intervient alors que le secteur du jeu vidéo japonais traverse une crise cette même année, cherchant à davantage s'exporter. La même année, Shinji Mikami quitte le studio pour rejoindre Tango Gameworks.
À la fin du moins de mars 2016, Tatsuya Minami démissionne de son poste de PDG pour fonder M-Two, avec l'aide financière de Capcom. Il est alors remplacé par Kenichi Sato.
En 2017, Kamiya et son équipe travaillent sur Scalebound pour Microsoft Studios jusqu'à son annulation en janvier 2017.
En 2019, PlatinumGames annonce n'être plus impliqué dans le développement de Granblue Fantasy Relink sur PlayStation 4 ; l'éditeur du jeu, Cygames, reprend à son compte le développement du jeu.
En janvier 2022, Atsuhi Inaba est nommé PDG de l'entreprise.
Le 12 octobre 2023, Hideki Kamiya, vice-président et cofondateur du studio, quitte PlatinumGames.
Le 9 septembre 2024, PlatinumGames récupère les droits liés à The Wonderful 101, qui appartenaient alors à Nintendo.
En décembre 2024, Abebe Tinari, le réalisateur de Bayonetta Origins: Cereza and the Lost Demon, quitte PlatinumGames, alors qu'il y était depuis 2013. Il rejoint le studio finlandais Housemarque, en tant que concepteur en chef.

## Jeux développés
| Jeu                                                    | Année | Éditeur           | Plate(s)-forme(s)                                                                                        | Directeur           |
| ------------------------------------------------------ | ----- | ----------------- | --- | ------------------- |
| MadWorld                                               | 2009  | Sega              | Wii | Shigenori Nishikawa |
| Infinite Space                                         | 2009  | Sega              | Nintendo DS                                                                                              | Hifumi Kono         |
| Bayonetta                                              | 2010  | Sega et Nintendo  | Xbox 360, PlayStation 3, Wii U (2014), PC (2017), Nintendo Switch (2018), PlayStation 4, Xbox One (2020) | Hideki Kamiya       |
| Vanquish                                               | 2010  | Sega              | Xbox 360, PlayStation 3, PC (2017), PlayStation 4, Xbox One (2020)                                       | Shinji Mikami       |
| Anarchy Reigns                                         | 2012  | Sega              | Xbox 360, PlayStation 3                                                                                  | Masaki Yamanaka     |
| Metal Gear Rising: Revengeance                         | 2013  | Konami            | Xbox 360, PlayStation 3, PC (2014)                                                                       | Kenji Saito         |
| The Wonderful 101                                      | 2013  | Nintendo          | Wii U | Hideki Kamiya       |
| Bayonetta 2                                            | 2014  | Nintendo          | Wii U, Nintendo Switch (2018)                                                                            | Yusuke Hashimoto    |
| La Légende de Korra                                    | 2014  | Activision        | PlayStation 3, PlayStation 4, Xbox 360, Xbox One, PC                                                     | Eiro Shirahama      |
| Transformers: Devastation                              | 2015  | Activision        | PlayStation 3, PlayStation 4, Xbox 360, Xbox One, PC                                                     | Kenji Saito         |
| Star Fox Zero                                          | 2016  | Nintendo          | Wii U | Yusuke Hashimoto    |
| Star Fox Guard                                         | 2016  | Nintendo          | Wii U |                     |
| Teenage Mutant Ninja Turtles : Des mutants à Manhattan | 2016  | Activision        | PlayStation 3, PlayStation 4, Xbox 360, Xbox One, PC                                                     |                     |
| Nier: Automata                                         | 2017  | Square Enix       | PlayStation 4, Xbox One, PC, Nintendo Switch (2022)                                                      | Yokô Taro           |
| Astral Chain                                           | 2019  | Nintendo          | Nintendo Switch                                                                                          | Takahisa Taura      |
| The Wonderful 101: Remastered                          | 2020  | PlatinumGames     | Nintendo Switch, Playstation 4, PC                                                                       |                     |
| World of Demons                                        | 2021  | DeNA              | Android, iOS                                                                                             |                     |
| Sol Cresta[réf. nécessaire]                            | 2022  | PlatinumGames     | Nintendo Switch, PlayStation 4, Windows                                                                  |                     |
| Babylon's Fall                                         | 2022  | Square Enix       | PlayStation 4, PlayStation 5, PC                                                                         |                     |
| Bayonetta 3                                            | 2022  | Nintendo          | Nintendo Switch                                                                                          |                     |
| Bayonetta Origins: Cereza and the Lost Demon           | 2023  | Nintendo          | Nintendo Switch                                                                                          | Abebe Tinari        |
| Ninja Gaiden 4 (codéveloppé avec Team Ninja)           | 2025  | Xbox Game Studios | Windows, PlayStation 5, Xbox Series                                                                      |                     |
| Project G.G.                                           | NC    | PlatinumGames     | | Hideki Kamiya       |